# Exocentrus collarti
Exocentrus collarti là một loài bọ cánh cứng trong họ Cerambycidae.